# Battle of Midway
Battle of Midway (30 stycznia 2014 – 23 lutego 2019) – amerykański koń wyścigowy pełnej krwi angielskiej. Syn ogiera Smart Strike i klaczy Rigoletta. Zasłynął ze zwycięstwa w Breeders' Cup Dirt Mile 2017. Został poddany eutanazji po odniesieniu poważnej kontuzji na treningu.

## Życiorys
Gniady ogier urodził się na Chesapeake Farm w stanie Kentucky. Jego ojciec był udanym koniem wyścigowym oraz słynnym reproduktorem, natomiast matka ma na swoim koncie dwie wygrane w gonitwach. Sam Battle of Midway miał reputację największego i najsilniejszego źrebaka na farmie.
W 2015 roku został zakupiony przez Fox Hill Farm za 410 000 dolarów. Od września 2017 roku koń należał do WinStar Farm i Don Alberto Stable.

### Sezon 2017
Battle of Midway nie ścigał się jako dwulatek. Zadebiutował w styczniu 2017 roku w gonitwie Maiden Special Weight, którą udało mu się wygrać. Trzy tygodnie później zajął trzecie miejsce w San Vicente Stakes. Następnie wygrał Allowance Optional Claiming. W kwietniu dobiegł drugi w Santa Anita Derby, a w maju jako trzeci ukończył Kentucky Derby. Pod koniec czerwca wygrał Affirmed Stakes. 30 lipca wystartował w Haskell Invitational, jednak zajął dopiero szóste miejsce. Niecały miesiąc później wygrał Shared Belief Stakes. Pod koniec września dobiegł drugi w Oklahoma Derby.
3 listopada wygrał Breeders' Cup Dirt Mile. Po tym wyścigu ogłoszono, że koń przechodzi na emeryturę.

### Emerytura
W 2018 rozpoczął karierę reproduktora na WinStar Farm. Nie potrwała ona jednak długo – szybko okazało się, że koń ma problemy z płodnością. Spośród 60 klaczy (lub 61, zależy od źródła), jedynie pięć z nich poczęło. Badania wykazały, że ogierowi brakuje genu wpływającego na zdolność plemników do zapładniania komórek jajowych. Z tego powodu podjęto decyzję o przywrócenia konia do treningu wyścigowego.
Jego pierwszym źrebięciem jest klacz urodzona 7 lutego 2019 roku. Dzień po śmierci konia, 24 lutego, na świat przyszedł jego syn.

### Sezon 2018
Battle of Midway powrócił na tor w sierpniu, zajmując drugie miejsce w Pat O'Brien Handicap. Miesiąc później zajął dopiero piąte miejsce w Kelso Handicap. Następnie wygrał dwie gonitwy z rzędu – Comma to the Top Stakes i Native Diver Handicap. 26 grudnia dobiegł drugi w San Antonio Stakes.

### Sezon 2019 i śmierć
2 lutego po zaciętej walce z koniem McKinzie, udało mu się wygrać San Pasqual Stakes. 23 lutego podczas treningu uległ poważnej kontuzji – złamał kość pęcinową w tylnej nodze. Menadżer stajni Don Alberto powiedział: „Chcemy zrobić wszystko, by ocalić tego konia, ale weterynarze mówią, że nie ma szans. Zbyt dużo kawałków [kości]. Próbujemy. Chcemy zrobić wszystko, by go ocalić, bo on dał nam tak dużo”.

Obrażenia były jednak zbyt poważne i podjęto decyzję o uśpieniu konia.
„Brak mi słów. Dla nas to jak utrata dziecka”
Battle of Midway wygrał 8 gonitw z 16, w których wziął udział i łącznie zarobił 1 589 049 dolarów.